# 因德克斯 (阿肯色州)
因德克斯（英語：Index）是位於美國阿肯色州米勒縣的一個非建制地區。該地的面積和人口皆未知。

## 地理
因德克斯的座標為33°32′49″N 94°02′31″W / 33.54694°N 94.04194°W，而該地的平均海拔高度為84米（即276英尺）。